# Kraichgau

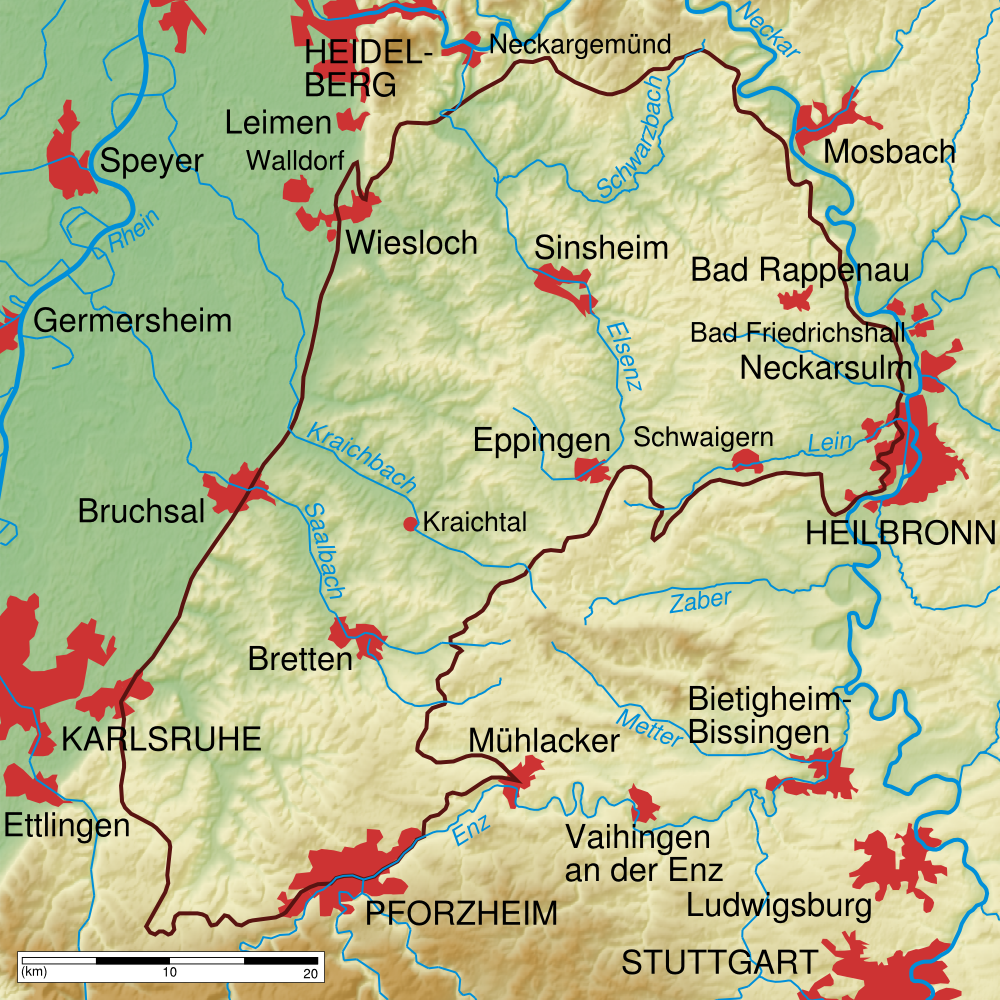
Physische Karte des Kraichgaus (braun umrandet)

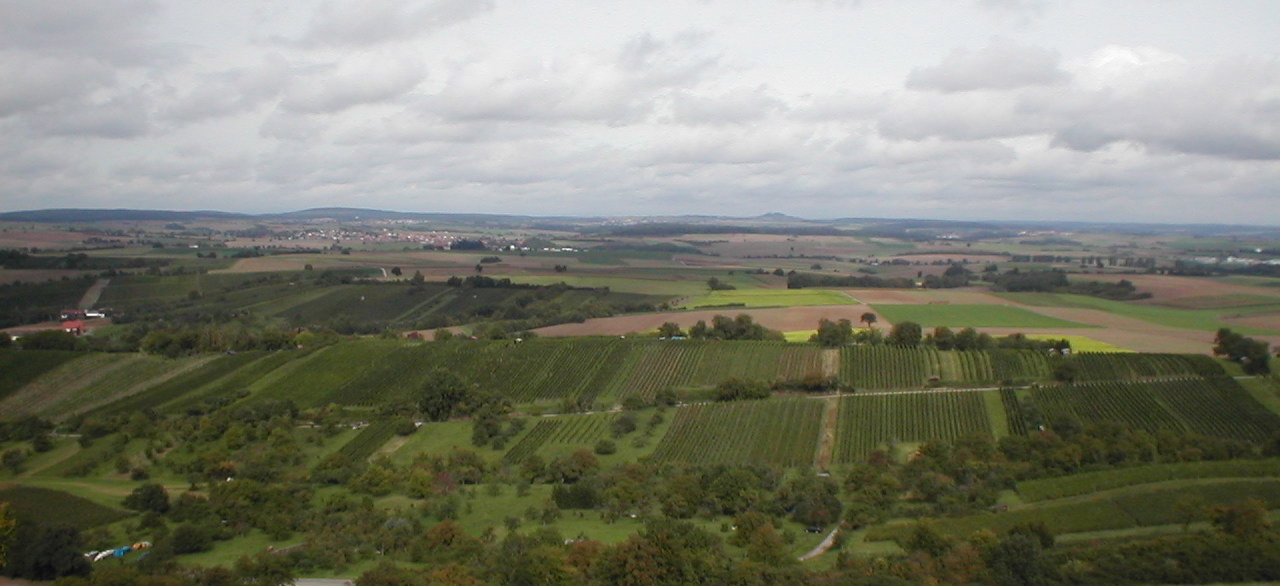
Blick von der Ravensburg bei Sulzfeld über die Kraichgau-Hügellandschaft zum höchsten Punkt des Kraichgaus, der Burg Steinsberg (am Horizont in der Bildmitte)

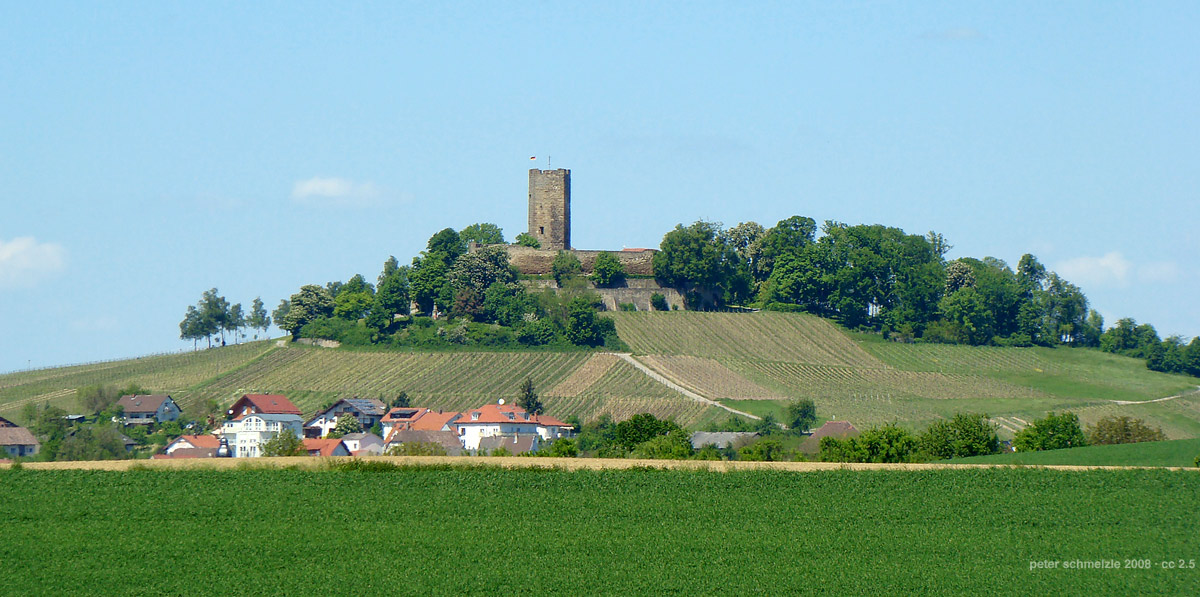
Burg Steinsberg auf dem gleichnamigen Berg, der höchsten Erhebung des Kraichgaus

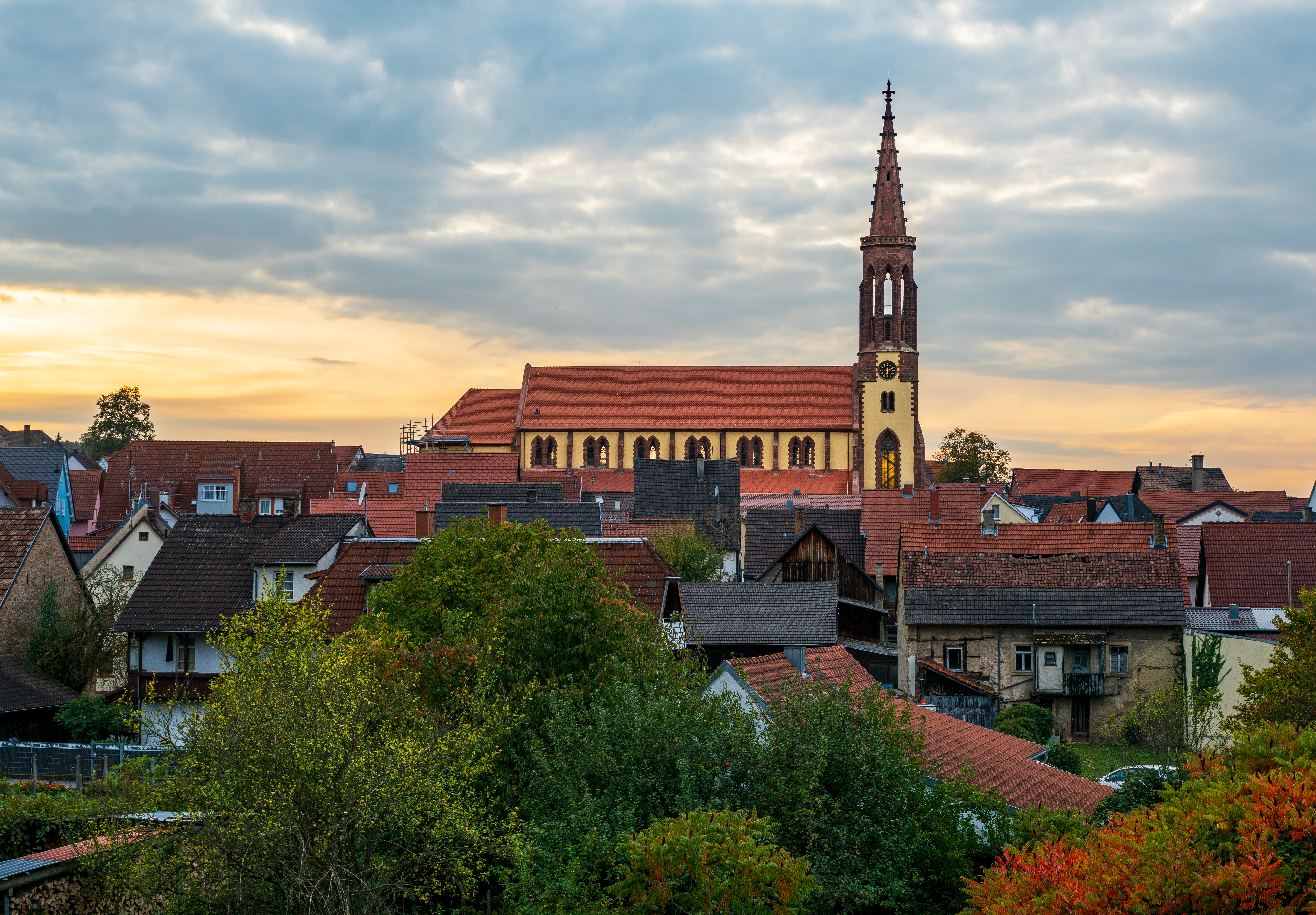
Die markante katholische Pfarrkirche von Waibstadt

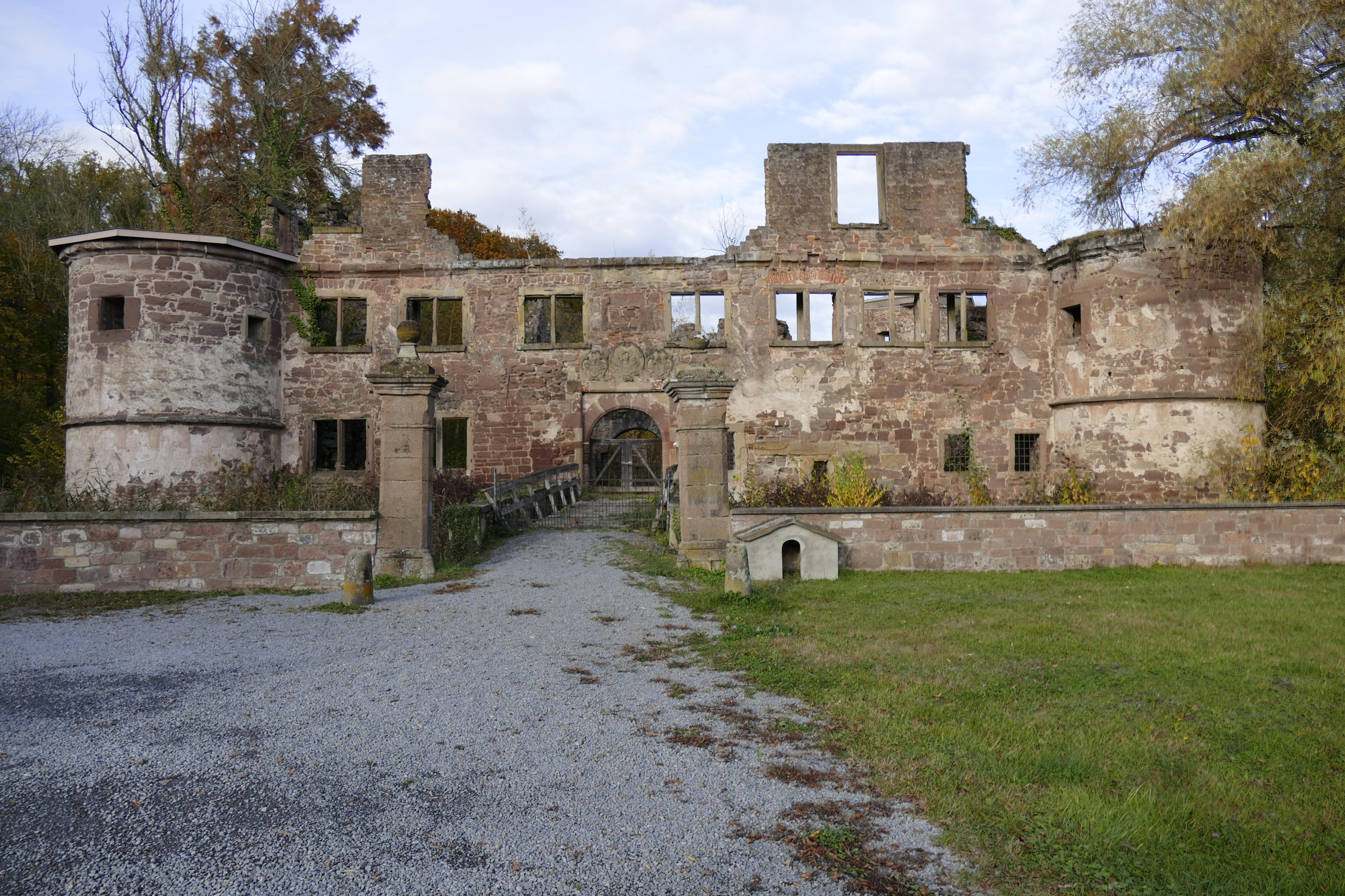
Ruine des Wasserschlosses in Kraichtal-Menzingen

Der Kraichgau ist eine Hügellandschaft im Nordwesten von Baden-Württemberg.

## Geographie
Die Landschaft des Kraichgaus im nordwestlichen Baden-Württemberg wird begrenzt vom Odenwald im Norden, dem Schwarzwald im Süden sowie der Oberrheinischen Tiefebene im Westen. Im Osten wird der Kraichgau von den Höhenzügen des Stromberg und Heuchelberg zum Zabergäu abgegrenzt. Die Gesamtfläche des Gebiets erstreckt sich über 1630 km². Im Nordosten geht er mit Erreichen des Neckars in Bauland und Unterland über, im Südosten mit Erreichen der Enz in das Heckengäu. Das Gebiet des Kraichgaus erstreckt sich auf Teile der Landkreise Karlsruhe, Heilbronn, Enzkreis, Rhein-Neckar-Kreis und Neckar-Odenwald-Kreis.
Die größten Städte des Kraichgaus sind Sinsheim, Eppingen, Bad Rappenau, Bretten und Bruchsal. Kennzeichnend ist jedoch die Vielzahl überwiegend bereits im Mittelalter besiedelter Dörfer inmitten der Hügellandschaft. Zu den vorgenannten fünf Städten gehören alleine schon über 40 solcher Dörfer. Weitere größere Orte sind Dielheim, Mühlhausen, Knittlingen, Oberderdingen, Östringen, Rauenberg, Waibstadt und Schwaigern sowie die Gemeinden Angelbachtal, Walzbachtal, Pfinztal und die Stadt Kraichtal, die aus der Fusion vieler kleinerer Dörfer entstanden.
Die bedeutendsten Fließgewässer in dieser Landschaft sind der Kraichbach, der bei Sternenfels im Enzkreis entspringt, dann in Richtung Nordwesten fließt und bei Ketsch in den Rhein mündet, sowie die Elsenz, welche beim gleichnamigen Dorf in der Nähe von Eppingen entspringt und bei Neckargemünd in den Neckar mündet. Weitere wichtige Gewässer sind im westlichen Teil Pfinz, Saalbach und Leimbach, im Osten Lein und Schwarzbach.
Der Kraichgau ist im Grunde eine tiefe Mulde, die zwischen Odenwald und Schwarzwald einsank, als diese Gebirge sich im Tertiär vor etwa 65 Millionen Jahren anhoben und zwischen sich und den westlicher gelegenen Vogesen und dem Pfälzerwald die heutige Oberrheinische Tiefebene bildeten. Aus dem Oberrheingraben wurden im Eiszeitalter bedeutende Mengen Löss als Schluff ausgeblasen und im Kraichgau wieder abgelagert. Mit bis zu über 30 Metern Dicke erreicht der Löss im Kraichgau seine größte Mächtigkeit in Deutschland. Der Löss und die daraus entstandenen fruchtbaren Böden sind Grundlage für den intensiven Ackerbau, der die Region bis heute prägt. Aufgrund des relativ milden Klimas wird der Kraichgau häufig – ähnlich dem Markgräflerland – als badische Toskana bezeichnet.
Die höchste Erhebung im Kraichgau ist der Burgberg der Burg Steinsberg bei Sinsheim-Weiler mit 333 m über NN. Der Bergfried der Burg wird auch als Kompass des Kraichgaus bezeichnet. Als eine der markantesten Kirchen des nördlichen Kraichgau gilt die katholische Stadtpfarrkirche Unserer lieben Frau in Waibstadt, deren 65 m hoher Turm weithin sichtbar ist und die als Dom des Kraichgaus bezeichnet wird.

## Naturräumliche Gliederung

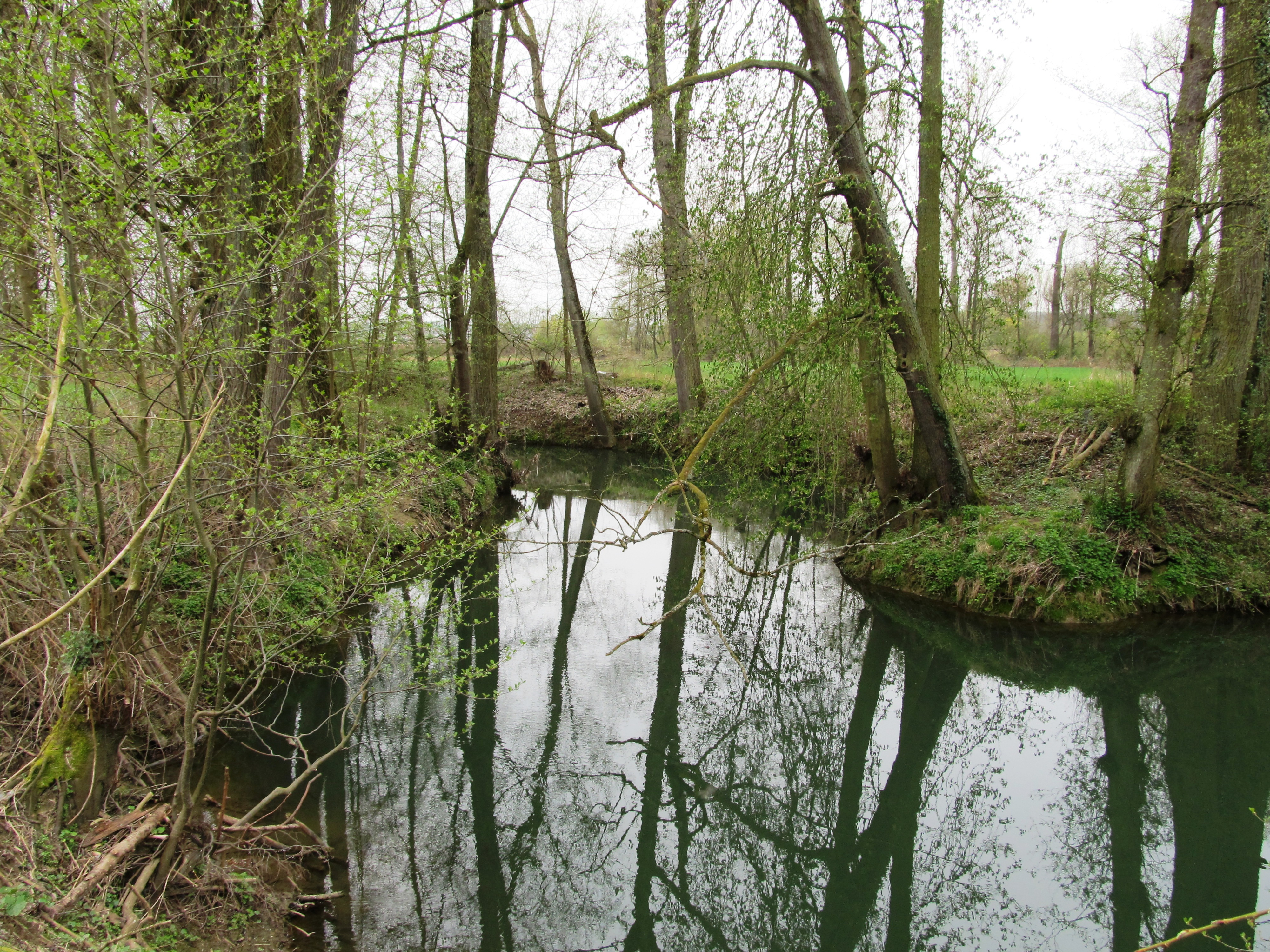
Schwarzbachaue bei Meckesheim

Der Kraichgau ist naturräumlich in der Systematik des Handbuchs der naturräumlichen Gliederung Deutschlands die Haupteinheit 125 der mit Neckar- und Tauber-Gäuplatten (Haupteinheitengruppe 12) der Schwäbischen Gäue, die zusammen mit den Fränkischen Gäuen eine Großregion 3. Ordnung bildet, die ihrerseits Teil der Großregion 2. Ordnung des Südwestdeutschen Schichtstufenlandes darstellt.
Der Kraichgau gliedert sich wie folgt in Teillandschaften:
- (zu 12 Neckar- und Tauber-Gäuplatten)
  - 125 Kraichgau
    - 125.1 Lein-Elsenz-Hügelland
      - 125.11 Gartacher Feld
      - 125.12 Leinbachgäu
      - 125.13 Eppinger Gäu
      - 125.14 Neckarbischofsheimer Höhen
      - 125.15 Eichelbergvorland
      - 125.16 Eichelberg
      - 125.17 Schwarzbachgäu
      - 125.18 Angelbachgäu

    - 125.2 Kraich-Saalbach-Hügelland (Korngäuplatte[5])
      - 125.21 Bruchsaler Randhügel
      - 125.22 Brettener Hügelland
      - 125.23 Derdinger Hügelstreifen
      - 125.24 siehe 125.33
      - 125.25 Strombergvorland

    - 125.3 Pfinzhügelland (Heckengäu[5])
      - 125.30 Westlicher Pfinzgau[6]
      - 125.31 Pfinz-Alb-Platte
      - 125.32 Östlicher Pfinzgau
      - 125.33 (= 125.24 auf dem älteren Blatt Karlsruhe) Bauschlotter Platte
      - 125.34 Pforzheimer Enztal

    - 125.4 Mingolsheim-Wieslocher Bucht
      - 125.41 Rauenberger Bucht
      - 125.42 Letzenberg
      - 125.43 Rettigheimer Bucht

## Namensherkunft
Die Bezeichnung Kraichgau für das heutige Gesamtgebiet ist neuzeitlichen Ursprungs. Ursprünglich bezog sich der Name nur auf den Teil des heute weiter verstandenen Kraichgaues, der zum Einzugsgebiet des Kraichbaches gehörte, teilweise auch auf Orte an Waldangelbach und Saalbach. Die übrigen Gebiete gehörten zum Elsenzgau, zum Pfinzgau oder zum Gartachgau. Orte im Bereich des Leimbaches wurden zum Lobdengau gerechnet, für das Einzugsgebiet der Saalbach wurde auch der Begriff Salzgau verwendet.
Im Frühmittelalter wird der damals noch enger verstandene Kraichgau im Lorscher Codex zum ersten Mal urkundlich als Creichgowe (769), später auch als Chrehgauui (773) oder Craichgoia (778), erwähnt. Eine wesentlich spätere Namensform ist Kreuchgau (1594).
Kraichbach wird gedeutet als „gewundener Bach“; Kraich leitet sich ab von germanischen Wörtern, die Biegungen, Buchten, Krümmungen oder Windungen bezeichnen. Der Begriff Gau bezeichnet ein offenes, waldfreies Gebiet und insbesondere auch von Ackerbau bestimmte Landschaften.
Nach einer anderen Theorie geht der Name Kraich auf das keltische Wort „Creuch“ für Schlamm und Lehm zurück, was vermutlich auf die bräunliche Farbe des Flusses durch ausgewaschenes Löss hinweist.

## Geschichte

### Frühe Geschichte
Der Kraichgau zählt zu den ältesten Kulturräumen Europas. In diesem Gebiet war schon vor über einer halben Million Jahren ein entfernter Verwandter des modernen Menschen, der Homo heidelbergensis, zu Hause. Der Fund eines Unterkiefers in Mauer, zwischen Sinsheim und Heidelberg, aus dem Jahre 1907 sorgte weltweit für Aufsehen; bis heute ist der Unterkiefer von Mauer das älteste Fossil der Gattung Homo, das jemals in Deutschland gefunden wurde.
Klimatische Veränderungen schufen im Laufe der nachfolgenden Jahrtausende eine hügelige Landschaft mit Lössböden, so dass der gesamte Kraichgau als Senke zwischen Odenwald und Schwarzwald zu den leicht bebaubaren und ohne Schwierigkeiten zu durchquerenden Siedlungsgebieten wurde. In die Jungsteinzeit und die Bronzezeit weisen viele Einzelfunde von beispielsweise Steinbeilen, Getreidereiben, Dolchklingen, Lanzenspitzen und bronzezeitliche Bestattungen. Weitere Spuren hinterließ auch der keltische Volksstamm der Helvetier, von dem Siedlungsspuren aus der Zeit um 400 v. Chr. existieren.
Besonders die Römerzeit hinterließ nachhaltige Spuren. Zahlreiche Funde zeugen von der Bedeutung dieses Raumes als Hinterland des Obergermanisch-Raetischen Limes während der römischen Besetzung. Ein eindrucksvolles Beispiel gallo-römischer Kunst stellt die höchste Jupitergigantensäule Süddeutschlands dar, die 1959 in Steinsfurt zutage kam.
Von den landsuchenden Germanenstämmen drangen in der Folgezeit besonders Kimbern, Teutonen und Sueven nach Südwestdeutschland vor. Sesshaft wurden seit 260 n. Chr. die Alemannen (Spuren östlich von Sinsheim), zu deren Siedlungsgebiet der Kraichgau etwa bis zum Jahre 500 gehörte. Die Alemannen gerieten in Konflikt mit dem Fränkischen Reich, da sie ihr Gebiet nach Westen und Nordwesten ausdehnen wollten. Aus der entscheidenden Schlacht von Zülpich 496/497 gingen die Franken als Sieger hervor. Spätestens nach einem gescheiterten Aufstand der Alemannen 506/507 mussten sie ihr bisheriges Herrschafts- und Siedlungsgebiet an die Franken abtreten.
In der frühen fränkischen Merowingerzeit wurden im Kraichgau vor allem die großen Bachtäler besiedelt. Dort dürften auch wichtige Fernverbindungen verlaufen sein, da nur in den Bachtälern des Kraichgau eine weitgehend ebene Ost-West-Passage zwischen dem Odenwald im Norden und dem Schwarzwald im Süden möglich ist. Eine großflächige Rodungstätigkeit setzte ebenfalls längs der Bachtäler ein. Spätere Siedlungsgründungen fanden im Wesentlichen nur mehr dort statt, wo zwischen den Siedlungsschneisen der Bachtäler noch genügend Fläche zur Verfügung stand.

### Der Kraichgau als Gaugrafschaft im hohen Mittelalter
Der Kraichgau als fränkische Gaugrafschaft wurde erstmals im 8. Jahrhundert im Lorscher Codex als Craichgoia urkundlich dokumentiert. Die Grafen wurden vom König bzw. Herzog als Stellvertreter eingesetzt, wobei sich die Grenzen der Verwaltungsbezirke im Wesentlichen an den Naturräumen orientierten, ein Graf aber auch gleichzeitig die Vormacht über verschiedene Gaue haben konnte. So zählte z. B. der Anglachgau verwaltungstechnisch immer zum Kraichgau, vom späten 10. bis späten 11. Jahrhundert wurden Anglach-, Elsenz-, Gartach- und Kraichgau jeweils von denselben Würdenträgern verwaltet. Zu jener Zeit war wohl die Großmotte Wigoldesberg bei Östringen-Eichelberg zentraler Verwaltungssitz. Bis zum frühen 12. Jahrhundert war der Grafentitel immer an eine Person gebunden und nicht erblich, wurde dann aber einhergehend mit schwindender Macht der Grafen zum erblichen Titel.
Als einer der frühen Kraichgaugrafen wird Gerold (* um 730; † um 784/786) genannt. Er war Kraichgaugraf ab spätestens 777 bis um 784/786. Der Sohn eines fränkischen Grafen und Mitglied der fränkischen Reichsaristokratie war mit Imma, Tochter des alemannischen Herzogs Hnabi, verheiratet und Vater von Hildegard, der Ehefrau Karls des Großen. Der Kraichgaugraf Sieghard, der von 858 bis 861 genannt wird, war Stammvater der Sieghardinger.

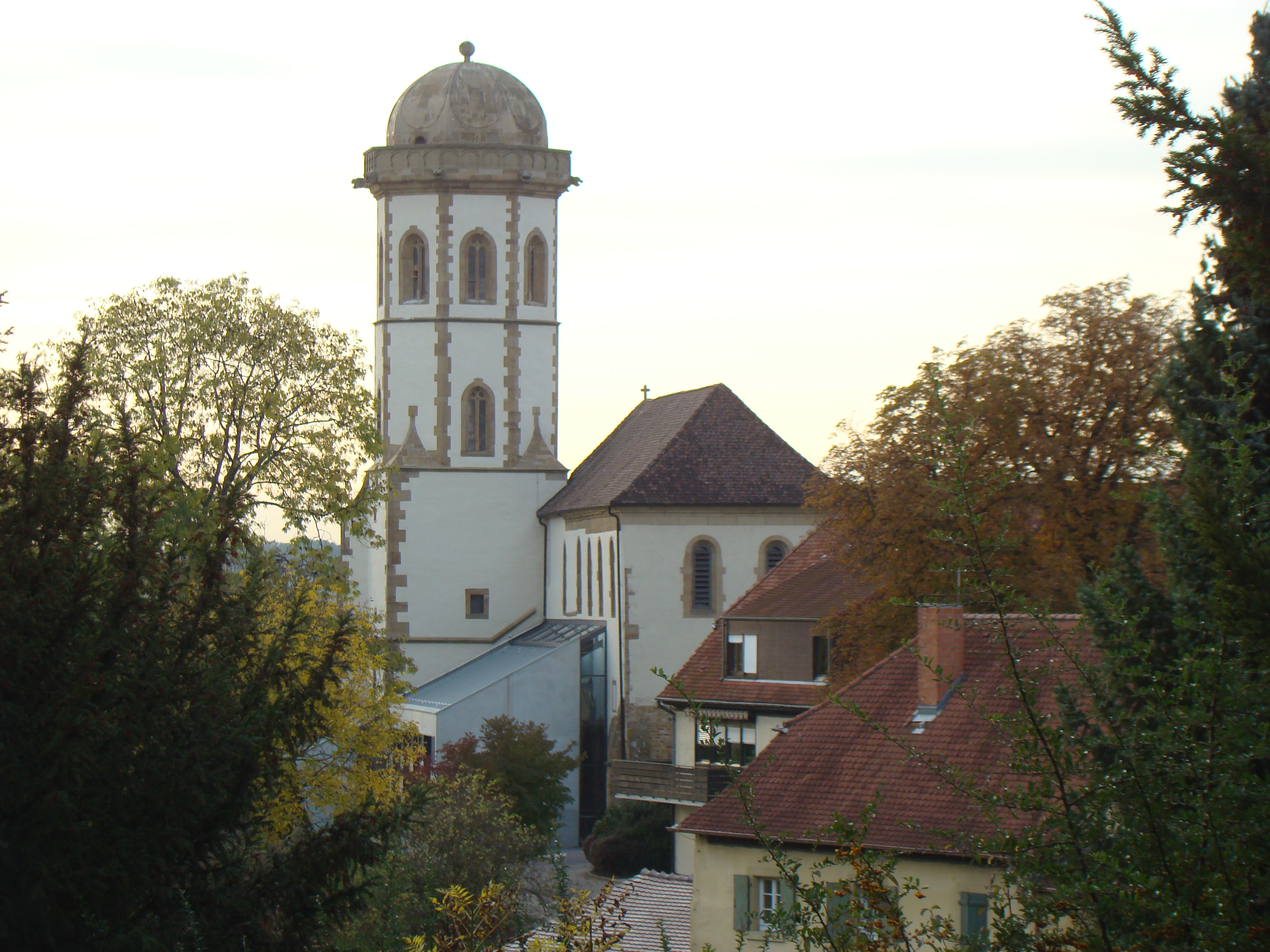
Das Stift Sinsheim wurde um das Jahr 1000 von Otto von Worms gegründet

Otto von Worms (* um 948; † 1004) war 956 Graf im Nahegau, Graf im Speyergau, Wormsgau, Elsenzgau, Kraichgau, Enzgau, Pfinzgau und Ufgau. Er wurde 978 Herzog von Kärnten und war Thronkandidat bei der Königswahl von 1002. Er gilt um das Jahr 1000 als Gründer des Stifts Sinsheim. Im Amt nachgefolgt könnte ihm sein Sohn Konrad († 1011) sein, möglicherweise aber auch bereits ein Vertreter der Zeisolf-Wolframe, da die Grafen Zeisolf (vermutlich der 1008 belegte Wormsgau-Graf Zeisolf II.) und Wolfram (vermutlich der 987 bis 1006 als Graf des Speyergaus auftretende Wolfram I.) schon 1001 beim Gerichtstag in Verona als Zeugen Ottos erscheinen. Für das Kraichgau ist ein Wolfram mehrfach zwischen 1024 und 1056 belegt. Ab 1065 folgte ihm Engelbert I. von Spanheim. 1067 wird das Eigengut eines Grafen Zeisolf in Sinsheim erwähnt.
Für das Jahr 1100 wird mehrfach ein Graf Bruno genannt, der in älterer Literatur irrtümlich mit Erzbischof Bruno von Trier gleichgesetzt wird. Beim Grafen Bruno könnte es sich vielmehr um den 1102 genannten Straßburger Vogt Bruno handeln, der aufgrund seiner nachgewiesenen Aufgaben möglicherweise der im Kraichgau begüterten Familie der Michelbach-Steinsberger entstammte. Jener Bruno vereinte letztmals die Grafschaften in Anglach-, Elsenz-, Gartach- und Kraichgau auf sich.
Ungefähr um 1103 kamen Anglach- und Kraichgau wohl an die Grafen von Lauffen. Zwar fehlt ein direkter urkundlicher Beweis, doch ging die Großmotte Wigoldesberg bis 1123 von den erloschenen Zeisolf-Wolframen an die Lauffener über, während die Grafschaft gleichzeitig ihren Namen zu Grafschaft Brettheim wechselte, womit sich der Hauptverwaltungssitz wohl in die zentraler gelegene Burg der Lauffener im Burgwäldle bei Bretten verlagert hatte. Im April 1138 wurde Heinrich von Katzenelnbogen von König Konrad III. zum Grafen des Kraichgaus ernannt. Auf dieser Standeserhöhung basiert der Titel der Grafen von Katzenelnbogen. In den Folgejahren sank der Einfluss der Kraichgaugrafen, genannt werden 1179 Berthold I. von Katzenelnbogen, 1237 Simon von Katzenelnbogen und 1268 Dieter von Katzenelnbogen.

### Kraichgauer Ritterschaft

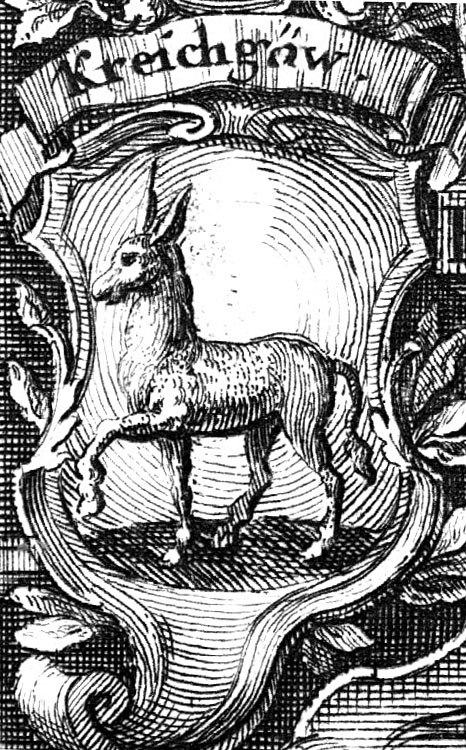
Der Esel als Wappentier des Ritterkantons Kraichgau

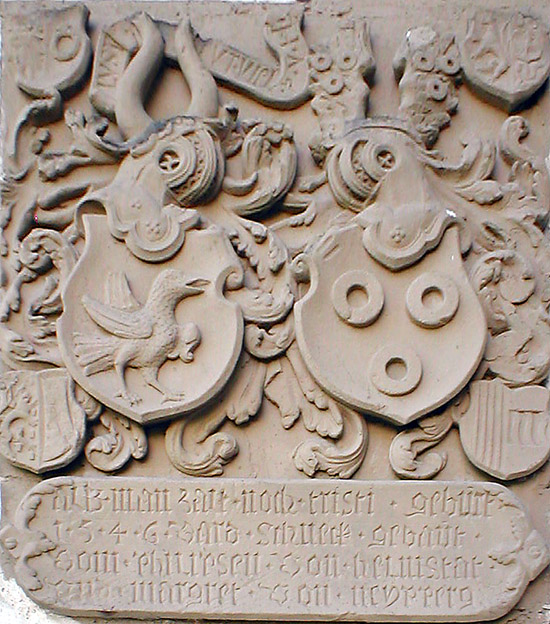
Helmstatt-Neipperger Allianzwappen von 1546 in Neckarbischofsheim

Bedeutende Regionalherren waren bereits im Hochmittelalter die Göler von Ravensburg und die Grafen von Eberstein, die ab Ende des 11. Jahrhunderts bedeutende Besitztümer im Kraichgau hatten und auch verantwortlich für die Stadtgründungen von Bretten und Gochsheim um 1250 waren.
Ab dem späten Mittelalter traten auch reichsritterliche Familien wie die Herren von Gemmingen, die Herren von Neipperg, die Herren von Helmstatt, die Herren von Venningen und die Herren von Mentzingen in Erscheinung, die sich im 16. Jahrhundert dem Schwäbischen Ritterkreis als dessen Ritterkanton Kraichgau anschlossen, der seinen Sitz erst in Wimpfen, ab 1619 in Heilbronn hatte.
Die Brüder Dietrich († 1526), Wolf († 1555) und Philipp von Gemmingen († 1544) führten ab 1522 als erste ihres Standes die Reformation im Kraichgau ein. Der Kraichgauer Adel mit seinen zersplitterten Besitzverhältnissen wandte sich danach mehrheitlich den Lehren Luthers zu, so dass die Kraichgau-Gemeinden überwiegend protestantisch geprägt sind.
Die Region weist eine außergewöhnlich hohe Dichte von adligen Familien auf, insgesamt sind mehr als einhundert Geschlechter bekannt. Sebastian Münster nannte den Kraichgau 1550 das „Land der Edelleut“. Franz Josef Mone (1796–1871), der erste Direktor des Generallandesarchivs in Karlsruhe, zählte 109 adlige Familien.
Nach der Verwüstung des Landes im Dreißigjährigen Krieg trachtete die Kraichgauer Ritterschaft nach einer raschen Wiederbesiedlung, um neue Untertanen zu gewinnen und damit weiterhin ein Steuereinkommen zu haben. Unter den Neusiedlern bildeten Schweizer aus den Kantonen Zürich und Bern die größte Gruppe. Der großteils zur damals calvinistischen Kurpfalz zählende Kraichgau war für die zumeist aus wirtschaftlichen Gründen auswandernden Schweizer das nächstgelegene reformierte Gebiet nördlich der Alpen. In die Zeit nach dem Dreißigjährigen Krieg fällt auch die Ankunft einiger neu im Kraichgau auftretender, katholischer Adelsfamilien wie der Grafen von Wiser oder der Grafen von Yrsch, die von der im Laufe der zahlreichen Konfessionswechsel zeitweise wieder katholisch gewordenen Kurpfalz mit den frei gewordenen Lehen ausgestorbener angestammter Familien begütert wurden und die bei der Wiederbesiedlung der verwüsteten Orte Neusiedler katholischer Herkunft bevorzugten und nachdrücklich die Rekatholisierung vorantrieben. Bei der Herkunft und den Vermögensverhältnissen der Neusiedler war man jedoch unter beiden Konfessionen wenig wählerisch, doch kam es nicht zur Ausbildung von Armenkolonien, wie sie sich in Schwaben unter den gleichen Umständen entwickelten. Im Gegensatz zu den meisten umliegenden Herrschaften konnten sich auch Juden gegen Schutzgeld in vielen Ritterdörfern des Kraichgaus ansiedeln. Diese lebten dann verstreut unter der Bevölkerung oder in bestimmten Wohnbereichen, es gab jedoch keine ausgesprochene Ghettobildung.
Die Kraichgauer Ritter konnten zwar ihre Reichsunmittelbarkeit gegen die Interessen des aufstrebenden Flächenstaats Württemberg, der Markgrafschaft Baden, des Hochstifts Speyer und der Kurpfalz verteidigen, doch mit der Mediatisierung nach dem Reichsdeputationshauptschluss 1803 wurden die Ritterverbände aufgelöst und die reichsritterlichen Territorien im Kraichgau wurden größtenteils dem neu gegründeten Land Baden zugeschlagen.
Die grundherrlichen Rechte (Grundherrschaft) entfielen zumeist durch Freikauf in der Mitte des 19. Jahrhunderts. Gleichwohl lag weiterhin viel Grundbesitz bei den Nachfahren des Kraichgauer Adels, was noch bis nach dem Zweiten Weltkrieg an einigen großen Hofgütern wie in Grombach oder Eichtersheim zu erkennen war. Viele ehemals ritterschaftliche Hofgüter wurden erst in jüngerer Zeit aufgegeben oder verpachtet. Als bedeutender Pächter ehemals ritterschaftlicher Güter ist insbesondere die Südzucker zu nennen. Von den erhaltenen Burgen und Schlössern, deren älteste wohl aus dem frühen 13. Jahrhundert, die jüngsten aus der Zeit um 1900 stammen, gelangten einige in Gemeinde- und sonstigen öffentlichen Besitz und dienen heute als Rathäuser oder Sitz staatlicher oder öffentlicher Verwaltungen. Einige Nachfahren der Kraichgauer Ritterschaft wie die Neipperg und die Gemmingen besitzen jedoch bis heute noch zahlreiche Burgen, Schlösser und Ländereien.

### Der Kraichgau seit dem Ende der Reichsritterschaft
Nach dem Ende der Reichsritterschaft und der Auflösung des Ritterkantons Kraichgau trat der Begriff Kraichgau zunächst in den Hintergrund und bezeichnete in der Mitte des 19. Jahrhunderts lediglich noch die Gegend des badischen Amtsbezirks Bruchsal. Der Naturraum dagegen wurde als Enz-, Pfinz- und Kraichgauer Hügelland, Neckarplateau oder Neckarhügelland bezeichnet. Erst die Geografen Friedrich Ratzel und Friedrich Metz bezeichneten ab 1900 wieder das gesamte Hügelland zwischen Neckar, Enz und Rhein als Kraichgau. Diese Bezeichnung für die rund 1600 Quadratkilometer große naturräumliche Einheit wurde auch durch die Bundesanstalt für Raumforschung (heute: Bundesamt für Bauwesen und Raumordnung) zwischen 1957 und 1963 bei der Raumgliederung der Bundesrepublik Deutschland übernommen.

### Jüdisches Leben im Kraichgau
Der Kraichgau wies seinerzeit die größte Dichte an jüdischen Gemeinden in Baden auf; in einzelnen Gemeinden war bis zu ein Drittel der Gesamtbevölkerung jüdischen Glaubens. Vor allem im 19. und beginnenden 20. Jahrhundert prägten so die Menschen jüdische Glaubens das kulturelle und wirtschaftliche Leben im Kraichgau mit, davon zeugen heute z. B. der größte süddeutsche jüdische Verbandsfriedhof bei Bad Rappenau, der Jüdische Friedhof Heinsheim, der jüdische Friedhof in Waibstadt oder aufgelassene, aber noch vorhandene Synagogen wie die in Heinsheim oder Sinsheim-Steinsfurt.

## Landwirtschaft

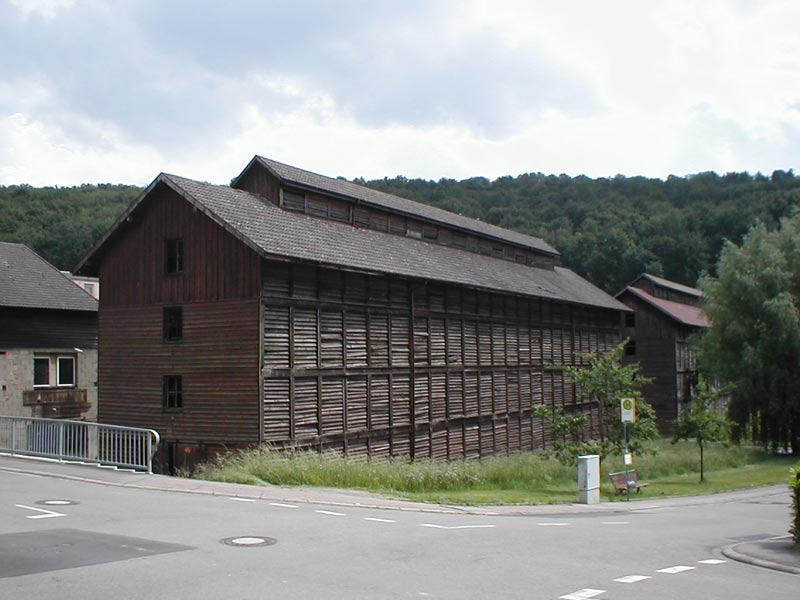
Tabakschuppen in Hoffenheim (abgerissen 2013)

Der Kraichgau gilt durch seinen Lössboden, der durch eiszeitliche Ablagerungen entstand, als besonders fruchtbar und zählt daher zu den Kornkammern Süddeutschlands. Auch Obst- und Weinanbau (insb. auf den Keuperhöhen um Sinsheim und Sulzfeld) sind weit verbreitet. Ebenso werden Kartoffeln, Zuckerrüben und Tabak angebaut. Insbesondere mit Tabakanbau und der Gründung zahlreicher kleiner Zigarrenfabriken im Kraichgau haben die ansässigen Bauern im 19. Jahrhundert versucht, der vorherrschenden Armut in weiten Teilen der Gegend zu entfliehen, wegen der es mancherorts zu starker Auswanderung kam.
Eine typische Erscheinung im Kraichgau sind auch die traditionsreichen Bauerngärten. Über Jahrhunderte wurde in und an ihnen gearbeitet, bis sie ihre heutige Pracht entfaltet hatten. Die ersten Bauerngärten waren von den Germanen angelegt worden und waren komplett auf Nutzen ausgelegt. Es wurden verschiedene Gemüse, vielfältige Gewürze, Arzneipflanzen (vor allem Salbei), aber auch wenige Zierpflanzen angebaut.
Der Kraichgau blieb bis in die jüngste Vergangenheit stark landwirtschaftlich geprägt, wobei kleinbäuerliche Betriebe und durch Realteilung in der Landwirtschaft stark zersplitterter Grundbesitz bis zu den beginnenden Flurbereinigungen in den 1950er Jahren charakteristisch waren. Industrie siedelte sich zunächst nur in den Grenzregionen des Kraichgau an, wegen der Nähe zu den größeren Städten. Bedeutende wirtschaftliche Impulse gingen erst vom Ausbau der Bundesstraßen und Autobahnen in den 1960er Jahren aus.

## Schutzgebiete
Im Kraichgau liegen zahlreiche Natur- und Landschaftsschutzgebiete. Drei Landschaftsschutzgebiete sind nach dem Kraichgau benannt:
- LSG Kraichgau (Nr. 2.15.038) zwischen Ubstadt-Weiher und Sulzfeld. Das Gebiet ist 4086,2 Hektar groß und wurde durch Verordnung des Landratsamts Karlsruhe vom 3. Juni 1987 gebildet.
- LSG Brettener Kraichgau (Lohnwald und Talbachniederung Neibsheim, Kuckucksberg und Aspe Büchig, Waldwingert Bauerbach, Großmulte Gölshausen, Weinberg Dürrenbüchig, Sprantal und Salzachtal Ruit) (Nr. 2.15.070). Mehrere Teilgebiete rund um Bretten mit 529,2 Hektar, Verordnung des Landratsamts Karlsruhe vom 14. Juli 2006.
- LSG Westlicher Kraichgau (Nr. 2.26.046) bei Rauenberg im Rhein-Neckar-Kreis. Das Gebiet mit 930,0 Hektar entstand durch Verordnung des Landratsamts Rhein-Neckar-Kreis vom 16. September 2002.

Schutzzweck ist in allen Fällen die Erhaltung der typischen Kraichgaulandschaft mit sanften Lößhügeln, einem ausgeprägten Talsystem, steilen Keuperhängen, zahlreichen geomorphologischen Geländekleinformen wie Hohlwegen, Terrassen und Böschungen, einer vielfältigen Landnutzung mit Ackerbau, Grünlandwirtschaft, Weinbau, Obstbau und Wald sowie zahlreichen in die Feldflur eingestreuten Vorwäldern, Einzelbäumen, Feldgehölzen, Feldhecken, Gebüschen, Gras-Krautsäumen und Magerrasen. Außerdem sollen die speziellen Lebensräume der zum Teil gefährdeten heimischen wildlebenden Tiere und Pflanzen erhalten werden.

## Eisenbahn
Mit der Schnellfahrstrecke Mannheim–Stuttgart, der Württembergischen Westbahn, der Bahnstrecke Karlsruhe–Mühlacker, der Kraichgaubahn und der Elsenztalbahn ist der Kraichgau wie kaum eine andere ländliche Gegend in Deutschland von Hauptbahnen durchzogen.
Darüber hinaus verlaufen im Kraichgau als Nebenbahnen die Katzbachbahn (Bruchsal–Odenheim(–Hilsbach)), die Kraichtalbahn (Bruchsal–Menzingen), die Bahnstrecke Meckesheim–Neckarelz und die Bahnstrecke Steinsfurt–Eppingen. Auf der Krebsbachtalbahn (Neckarbischofsheim Nord–Hüffenhardt) ist der normale Personenverkehr eingestellt. Ein Museumsbahnbetrieb besteht aktuell auch 2013 an Sonn- und Feiertagen zwischen 1. Mai und 20. Oktober siehe Krebsbachtalbahn. Die Bahnstrecken Wiesloch–Meckesheim und Wiesloch Stadt–Waldangelloch sind vollständig stillgelegt.